# IM-1
IM-1 (Intuitive Machines One), od Odysseus, è una missione spaziale robotica per il trasporto di diversi strumenti scientifici e dimostrativi sulla superficie lunare. Si tratta della seconda missione del programma CLPS della NASA, il cui obiettivo è approfondire la conoscenza della Luna per preparare le missioni con equipaggio del programma Artemis. Odysseus è un lander leggero di tipo Nova-C, il primo di questa categoria di veicoli spaziali costruiti dalla società Intuitive Machines, in grado di depositare circa 100 chilogrammi di carico utile sulla superficie della Luna e di funzionare per 14 giorni terrestri (un giorno lunare) una volta arrivata a destinazione.
La missione IM-1 è partita il 15 febbraio 2024 con il lancio della sonda tramite un Falcon 9 di SpaceX; trasporta undici esperimenti scientifici e tecnologici, sei dei quali forniti dalla NASA. La navicella spaziale è atterrata nei pressi del cratere Malapert A a 300  km dal polo sud della Luna in un'area che costituisce uno dei siti di allunaggio previsti per la prima missione con equipaggio del programma Artemis, Artemis 3. Il 22 febbraio 2024, Odysseus diventa la prima navicella spaziale statunitense ad atterrare con successo sulla superficie della Luna dalla missione Apollo 17 del 1972.

## Selezione della missione
Nel novembre 2018, la NASA ha annunciato il programma Commercial Lunar Payload Services, selezionando nove aziende per distribuire carichi utili per l'agenzia spaziale statunitense. Nel maggio 2019, la NASA ha annunciato che Astrobotic Technology, Intuitive Machines e Orbit Beyond avrebbero sviluppato lander lunari, assegnando inizialmente a Intuitive Machines 77 milioni di dollari, che sono diventati alla fine 118 milioni dopo alcune modifiche del contratto
La missione IM-1 nel febbraio 2024 ha seguito la missione Peregrine di Astrobotic Technology, lanciata nel gennaio 2024; l'allunaggio di Peregrine al Mons Gruithuisen Gamma è stato abbandonato quando è stata osservata una perdita di propellente dopo il lancio e la sonda spaziale è stata guidata verso il rientro nell'atmosfera terrestre, dove è andata distrutta.

## Strumenti
Odysseus è equipaggiato con sei strumenti sviluppati dalla NASA, tra cui un sistema di retroriflettori laser, un dispositivo di navigazione lidar, una telecamera stereo, un ricevitore radio a bassa frequenza, il faro Lunar Node-1 e uno strumento per il monitoraggio del propellente. Inoltre, a bordo erano presenti anche la fotocamera EagleCam costruita dagli studenti della Embry-Riddle Aeronautical University di Daytona Beach, un telescopio lunare pianificato e un progetto artistico di Jeff Koons. In totale i carichi utili comprendono sei strumenti scientifici della NASA e sei strumenti commerciali (cinque scientifici e uno culturale).
Il lander ha trasportato anche un chip con opere digitalizzate di 200 artisti, tra cui Pablo Picasso, Michelangelo Buonarroti, Jeff Koons e Bram Reijnders, oltre alla scultura Moon Phases di Jeff Koons. Quest'ultima è la prima installazione scultorea a raggiungere la Luna da quando Fallen Astronaut di Paul Van Hoeydonck fu collocata sulla Luna da David Scott dell'Apollo 15 nel 1971.
Altri carichi utili sono la capsula del tempo Lunaprise, che include la Biblioteca Lunare compilata dalla Arch Mission Foundation. La biblioteca Lunar Library che include contenuti della Wikipedia in inglese e del progetto Rosetta. A bordo è incluso anche un archivio di registrazioni musicali che comprende, tra gli altri, brani di Jimi Hendrix, Bob Marley ed Elvis Presley.

### Carichi utili
- ILO-X,[12]; International Lunar Observatory, un osservatorio privato commerciale.
- Laser Retro-Reflector Array, serie di retroriflettori laser della NASA.
- Navigation Doppler Lidar for Precise Velocity and Range Sensing; Lidar per telerilevamento, fornito dalla NASA.
- Lunar Node 1 Navigation Demonstrator;
- Stereo Cameras for Lunar Plume-Surface Studies; telecamere stereo della NASA per studi sulla superficie.
- ROLSES (Plasma and Low-frequency Radio Observations for the Near Side Lunar Surface); strumento della NASA per osservazioni radio a bassa frequenza della Luna.
- EagleCAM; cubeSat della Embry–Riddle Aeronautical University che si separerà prima dell'allunaggio per catturare immagini del lander mentre si posa in superficie.[13]
- Moon Phases art cube; Carico utile passivo rimasto bloccato sotto al lander dopo che questi si è inclinato all'allunaggio.
- Lunaprise; capsula del tempo della Galactic Legacy Labs.
- Omni-Calore: coperta isotermica spaziale della Columbia Sportswear.
- Independence: test del data center lunare per l'archiviazione e la trasmissione dei dati dalla superficie lunare dell'azienda Lonestar.[14]

## Svolgimento della missione

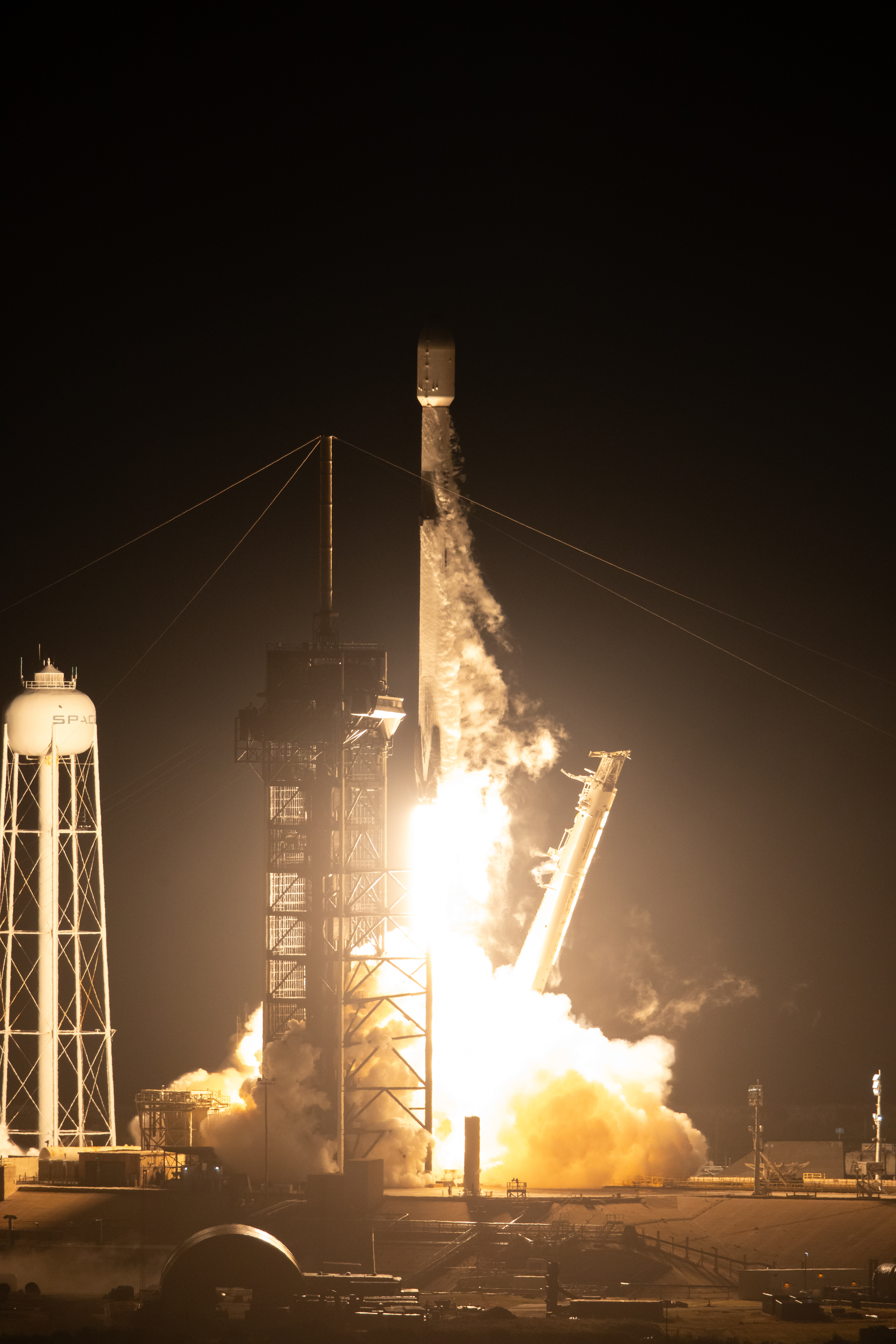
Il lancio della missione IM-1

### Lancio
Il primo lander Nova-C, ribattezzato Odysseus nella missione IM-1,, è stato lanciato con successo il 15 febbraio 2024 da Cape Canaveral. Nova-C può trasportare fino a cinque strumenti della NASA. Inoltre, il lander ha trasportato anche alcuni carichi utili di altri clienti, tra cui EagleCAM. Il lander avrebbe dovuto funzionare per un giorno lunare, equivalente a circa 14 giorni terrestri. Il sito di atterraggio previsto è cambiato più volte. Inizialmente era stato scelto un sito tra il Mare Serenitatis e il Mare Crisium, tuttavia a febbraio 2023 su indicazione della NASA è stato scelto di allunare nei pressi del cratere Malapert, vicino al polo sud lunare.

### Viaggio verso la Luna
Inserito direttamente in una traiettoria di trasferimento verso la Luna, il lander ha impiegato 5-6 giorni per arrivare in orbita attorno alla Luna. Intuitive Machines (IM) ha comunicato che sono state sufficienti due delle tre manovre previste di correzione della traiettoria, effettuate il 18 e 20 febbraio. Il 21 febbraio è stato annunciato che Odysseus si è inserito con successo in orbita lunare e che dopo circa un giorno in orbita avrebbe iniziato la discesa verso la superficie lunare nei pressi del cratere Malapert A, a circa 300 km dal polo sud lunare.

### Orbita lunare
L'inserimento in orbita lunare (LOI) è avvenuto il 21 febbraio con l'accensione del motore principale per 408 secondi che ha rallentato la sua velocità e posizionato il lander su un'orbita lunare di 92 km.
Come previsto il lander ha trascorso circa 24 ore in orbita attorno alla Luna prima della sua discesa verso la superficie lunare il 22 febbraio. Il 21 febbraio, mentre era ancora in orbita, Odysseus ha inviato alcune immagini ad alta risoluzione della superficie lunare.

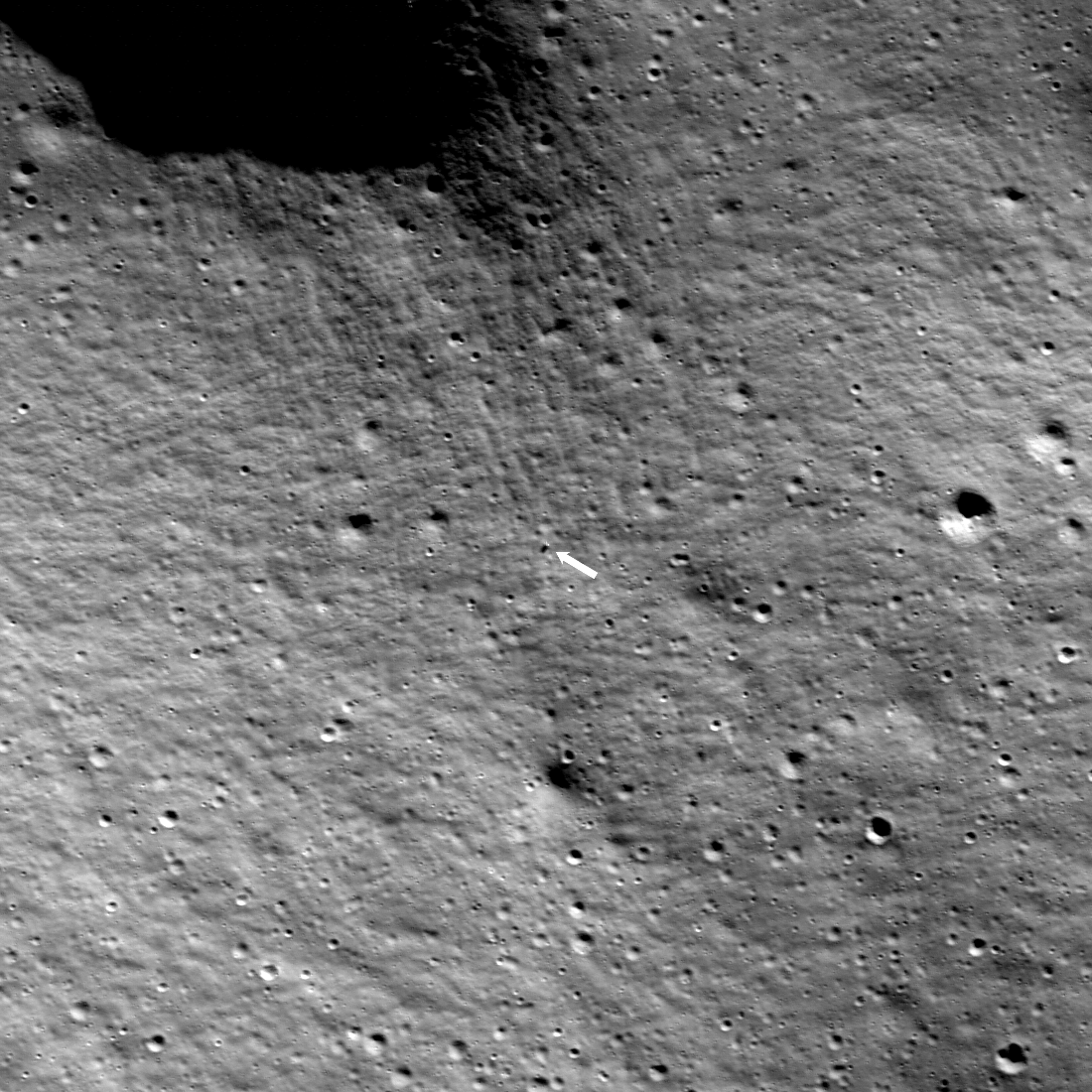
Immagine del lander ripresa dal Lunar Reconnaissance Orbiter della NASA in orbita attorno alla Luna.

Intuitive Machines ha regolato i parametri per la discesa in base ai dati ricevuti durante l'inserimento in orbita, tuttavia un rapporto successivo ha indicato che, mentre il lander veniva preparato per la discesa in superficie, i controllori della missione si erano accorti che un interruttore di sicurezza sul sistema di telemetria laser primario non era stato attivato durante i preparativi pre-lancio. Il problema è stato risolto riprogrammando Odysseus perché utilizzasse i dati di un carico utile sperimentale della NASA, il Navigation Doppler Lidar for Precise Velocity and Range Sensing.

### Allunaggio
L'allunaggio è avvenuto con successo alle 23:23 UTC del 22 febbraio 2024, IM-1 è la prima missione spaziale privata ad allunare con successo. Come dichiarato in una conferenza stampa della NASA e di Intuitive Machines del 23 febbraio, atterrando sulla superficie la sonda si è inclinata su un lato. Nonostante ciò gli strumenti sono risultati funzionanti, trovandosi nella parte superiore della sonda, inoltre Intuitive Machines ha anche chiarito che a causa delle complicazioni avvenute durante la discesa non era stata rilasciata la camera EagleCam prima dell'allunaggio, e che questo sarebbe stato effettuato nei giorni seguenti, dopo l'analisi dei primi dati degli strumenti a bordo.
In un aggiornamento del 26 febbraio, è stato reso noto che le comunicazioni con la sonda non sarebbero potute proseguire a lungo e che probabilmente sarebbero terminate il 27 febbraio, a causa della posizione della sonda sulla superficie, che non riesce a raccogliere la luce solare sufficiente per alimentare le batterie. Per lo stesso motivo, ossia a causa del cattivo atterraggio, le antenne sono rimaste mal direzionate verso la Terra e la ricezione dei dati dal lander è rimasta molto lenta, per cui non è stato possibile ricevere immagini utili. L'allunaggio non ottimale è stato causato dalla velocità di discesa troppo elevata e dalla velocità laterale della sonda (che avrebbe dovuto essere nulla), oltre che dal terreno ove è atterrata, inclinato di 12 gradi. Il Lunar Reconnaissance Orbiter ha catturato l'esatta posizione dell'allunaggio il 26 febbraio.
In una conferenza stampa del 28 febbraio, Intuitive Machines e la NASA hanno espresso soddisfazione per i risultati dalla missione, ed è stata diffusa una foto dalla superficie che riprende la parte inferiore del lander inclinato su un lato sul suolo lunare. A causa dei problemi di navigazione la sonda è atterrata a circa 1,5 km dal sito previsto; durante il brusco atterraggio si è spezzata una gamba del lander che ha tuttavia assorbito l'impatto col suolo lunare consentendo al lander di rimanere integro, così come gli strumenti trasportati, che hanno potuto tutti inviare dati alla Terra. Odysseus ha trasmesso dati fino al 29 febbraio, quando durante il tramonto lunare ha perso completamente energia, a causa del pannello solare non più illuminato. Prima dell'esaurimento della batteria i controllori della missione hanno programmato Odysseus perché invii un segnale alla Terra se dovesse superare la gelida notte lunare, quando il Sole tornerà a splendere nella zona del cratere Malapert.